# Valea Călmățuiului, Brăila
Valea Călmățuiului (în trecut, Rubla) este un sat ce aparține orașului Însurăței din județul Brăila, Muntenia, România. Se află la nord de orașul propriu-zis, pe malul stâng al Călmățuiului.
Satul actual a luat naștere în perioada comunistă, pe teritoriul raionului Brăila din regiunea Galați. Inițial, s-a numit Rubla și a constituit o comună specială în care au fost deportați opozanți ai regimului; aici au fost aduși oameni politici, ca liderii țărăniști Corneliu Coposu și Ion Diaconescu sau oameni de afaceri, cum a fost Kurt Mott, proprietarul casei de spumante Mott & Fils.
După o vreme, deportaților le-a fost permis să plece în satele și orașele lor, și foarte puțini locuitori au mai rămas. Satul a devenit parte a comunei Însurăței și, la începutul secolului al XXI-lea, în el mai rămăseseră foarte puțini locuitori. Acele așezări formează astăzi satul Valea Călmățuiului, împreună cu cartierul Dropia, aflat pe DN21 în dreptul cătunului Rubla.